# Цукури
Цукури́ — село в Україні, у Таврійській міській громаді Каховського району Херсонської області. Населення становить 818 осіб. 24 лютого 2022 року село тимчасово окуповане російськими військами під час російсько-української війни.

## Населення

### Мова
Розподіл населення за рідною мовою за даними перепису 2001 року:
| Мова       | Кількість | Відсоток |
| ---------- | --------- | -------- |
| українська | 727       | 88.88%   |
| російська  | 83        | 10.15%   |
| вірменська | 6         | 0.73%    |
| білоруська | 1         | 0.12%    |
| румунська  | 1         | 0.12%    |
| Усього     | 818       | 100%     |